# Santeri Levas
Benno Alexander (Santeri) Levas (hasta 1936 Lehmann; 8 de febrero de 1899 – 10 de marzo de 1987) fue un escritor y fotógrafo finlandés, más conocido por sus libros sobre el compositor Jean Sibelius.
Santeri Levas nació en Helsinki, Gran ducado de Finlandia, en 1899, en el seno de la familia de Nicolai Lehmann y Hertta, de soltera Piispanen. Su carrera principalmente fue bajo el servicio de Kansallis-Osake-Pankki (1923-1962) como secretario encargado de la correspondencia y departamental, pero él comenzó a publicar no ficción y ficción, primero bajo seudónimos, a mediados de la década de 1920. Levas era un Maestro en Artes (1936) y traductor jurado.
Levas sirvió como secretario privado de Jean Sibelius, desde 1938 hasta su muerte en 1957. Durante sus conversaciones, fue capaz de anotar material único para la biografía del maestro, pero acordaron que el libro sólo debía ser publicado después de la muerte del compositor.
En 1945, sin embargo, Levas publicado un libro fotográfico sobre la residencia de los Sibelius, Ainola, en Järvenpää, en ediciones publicadas tanto en finés y sueco. La segunda edición, Jean Sibelius y su hogar, de 1955 presentaba el texto en cuatro idiomas.
La obra principal de Levas, la biografía en dos volúmenes de Sibelius, fue publicada por primera vez en Finlandia en 1957-1960, y traducida al inglés como una versión abreviada, Sibelius: A Personal Portrait, en 1972. También publicó una biografía de Clara y Robert Schumann y varios libros de viajes, observanado y documentando la vida de la posguerra en Alemania y Austria, entre otros.
En la década de 1940–1950 Levas presidió la Sociedad Fotográfica Helsinki y más tarde de Finlandia. También fue miembro honorario de la Fédération Internationale de l'Art Photographique y socio de la Royal Photographic Society (ARPS). Sus fotografías y escritos fueron publicados en Suecia, Alemania, Austria y Suiza.
Santeri Levas falleció a la edad de 88 años en Helsinki.

## Escritos
- Syntymähoroskooppi: Astrologian alkeiskirja (Horoskoopin lukeminen). Mystica, Helsinki 1925 (como Benno A. Lehmann).
- Näkymätön käskijä ja muchas kertomuksia. WSOY 1928 (como Benno A. Piispanen).
- Jean Sibelius ja hänen Ainolansa. Otava 1945.
- Jean Sibelius och hans dobladillo. Schildt de 1945.
- Kameran taidetta. Editado por Santeri Levas y Arvi Hanste. Kameraseura & WSOY 1946.
- Helsinki: valoa ja varjoa. Editado por Arvi Hanste, Santeri Levas y Veli Molander. WSOY de 1950.
- Suuren säveltäjän rakkaus: Robert ja Clara Schumannin elämäntarina. WSOY 1952.
- Jättiläisten jäljissä: Autolla Itävallassa ja muuallakin. WSOY 1955.
- Jean Sibelius ja hänen Ainolansa – Jean Sibelius och hans dobladillo – Jean Sibelius and His Home – Jean Sibelius und sein Heim. (2ª edición.) Otava 1955.
- Nuori Sibelius: Jean Sibelius, muistelma suuresta ihmisestä: ensimmäinen de osa. WSOY 1957.
- Järvenpään mestari: Jean Sibelius, muistelma suuresta ihmisestä: toinen de osa. WSOY 1960.
- Kultaisen saaren kevät: Kirja Mallorcasta ja nee rakastavaisista. WSOY 1963.
- Ihmisiä Itämeren aurinkosaarella: Tarua ja totta Gotlannista. WSOY 1966.
- Romanttinen reitti halki Saksan: Autolla Itämereltä Baijerin alpeille. WSOY 1971.
- Jean Sibelius. Tõlkinud L. Sarv ja L. Viiding. Eesti Raamat 1971.
- Sibelius: Un Retrato Personal. Traducido por Percy M. Young. J. M. Dent 1972.
- Jean Sibelius: Muistelma suuresta ihmisestä. WSOY 1986. (Edición combinada.)